# Psallus salicicola
Psallus salicicola är en insektsart som beskrevs av Schwartz och Kelton 1990. Psallus salicicola ingår i släktet Psallus och familjen ängsskinnbaggar. Inga underarter finns listade i Catalogue of Life.